# Колима (река)
Колима (рус. Колыма) је река у североисточном Сибиру, a њен слив се налази у Републици Сахи, Чукотском аутономном округу и Магаданској области. Колима је смрзнута до дубине од неколико метара 250 дана сваке године. Леденог покрова се ослобађа тек почетком јуна и остаје таква до октобра.
Позната је по својим гулазима, радним логорима и златним рудницима, који су опширно документовани откад су се архиве из Стаљиновог доба отвориле за јавност.
На Колими са налазе насеља Зирјанка, Сејмчан, Среднеколимск, Черски, Крај Леса.

## Курс
Колима почиње на ушћу реке Кулу и Ајан-Јуријах, настаје у ланцу Калкан и у горњем току протиче преко горње Колимске висоравни. Напуштајући планинске области, тече ка северу преко Колимске низије, огромне равнице прошаране хиљадама језера, део веће Источносибирске низије. Река се улива у Колимски залив Источног Сибирског мора, део Северног леденог океана.
Колима је дуга 2.129 km (1.323 mi). Површина њеног басена је 647 000 km2. Просечан проток у Колимском је 3.254 m3/s (114.900 cu ft/s), са високим протоком од 26.201 m3/s (925.300 cu ft/s) пријављеним у јуну 1985. године, а најнижим од 30,6 m3/s (1.080 cu ft/s) у априлу 1979.

### Oстрва
У последњих 75 km (47 mi), Колима се дели на два велика крака. Постоји много острва на ушћу Колиме пре него што се сретне са Источносибирским морем. Главна су:
- Михалкино 69° 24′ 58″ С; 161° 15′ 18″ И / 69.416° С; 161.255° И је највеће острво, које лежи западно од источног крака Колиме, Прот. Каменаја Колима. Ово острво је издељено на мања острва на свом северном крају. Дугачко је 24 km (15 mi) и широко 6 km (4 mi). Михалкино је познато и као „острво Главсевморпут“ по Главној управи Северног морског пута.
- Сухарниј, или Сухорни, налази се 3 km од североисточне обале Михалкина. Дугачак је 11 km (7 mi) и широк око 5 km (3 mi). Североисточно од Сухорног налази се група малих острва познатих као острва Морскије Сотки.
- Пјат Палцев се налази 5 km југоисточно од јужног краја Сухорног. Дугачак је 5 km, а максимална ширина је 1,8 km.
- Острво Назаровски 69° 31′ 59″ С; 161° 05′ 10″ И / 69.533° С; 161.086° И лежи на западној страни западног крака Колиме, Прот. Походскаја Колима, у области где има много малих острва. Дугачак је 4,5 km, а широк 1,3 km.
- Острво Штормовој 69° 39′ 58″ С; 161° 01′ 52″ И / 69.666° С; 161.031° И лежи на мору, око 10 km (6 mi) северно од острва Назаровски. Штормовој је најсеверније острво на ушћу Колиме. Дугачко је 4,3 km и широк 1,5 km.

## Историја
Године 1640, Димитриј Зиријан (такође звани Јарило или Јерило) отишао је копном до Индигирке. Године 1641, запловио је низ Индигирку, отишао на исток и уз реку Алазеја. Овде су чули за Колиму и први пут су се срели са Чукчима. Године 1643, вратио се у Индигирку, послао свој јасак (данак) у Јакутск и вратио се у Алазеју. Године 1645, вратио се на Лену, где је сазнао да је постављен за приказчика (земљишног администратора) Колиме. Вратио се на исток и преминуо почетком 1646. У зиму 1641–42 Михаил Стадухин је у пратњи Семјона Дежњова отишао копном до горње Индигирке. Ту је провео следећу зиму, направио чамце и отпловио низ Индигирку и на исток до Алазеје где је срео Зиријана. Зиријан и Дежњов су остали у Алазеји, док је Стадухин отишао на исток, достигавши Колиму у лето 1644. Саградили су зимовје (зимовницу), вероватно у Среднеколимску, и вратили се у Јакутск крајем 1645. године.
У периоду 1892–1894, барон Едуард фон Тол је у име Руске академије наука извршио геолошка истраживања у басену Колимe (између осталих река далеког истока Сибира). Током једне године и два дана експедиција је прешла 25.000 km (16.000 mi), од којих је 4.200 km (2.600 mi) било уз реке, вршећи геодетска истраживања на путу.
Колима је позната по радним логорима гулазима и рудницима злата, а оба су опширно документована од отварања совјетских архива из времена Јосифа Стаљина. Река даје назив чувеној антологији о животу у гулаг логорима Варлама Шаламова, Колимске приче.
Након што су кампови затворени, државне субвенције, локална индустрија и комуникација су се смањиле скоро на непостојање. Многи људи су мигрирали, али они који су остали у том крају живе од риболова и лова. У малим рибарским насељима риба се понекад складишти у пећинама исклесаним од пермафроста. Последњи Американци који су посетили Колиму током совјетске ере, пре перестројке, били су пропадници посаде једрилице Нанук у августу 1929, чија је посета снимљена на филму који је снимила 18-годишња ћерка власника Нанука, Мерион Свенсон. Прва двојица Американаца која су посетила Колиму после Нанукове посете били су писац Волас Кауфман и новинарка Ребека Клеј, које су путовали кутером од Зирјанке до Грин Кејпа у августу 1991. године. Кауфман и његова ћерка Силван и ЦПА Лети Колинс Магданз такође су путовали делом Колиме у августу 1992, први амерички посетиоци од распада Совјетског Савеза. Оба путовања је организовао Североисточни научно-индустријски центар: Екоцентар како би се испробала рута екотуризма за коју се показало да је непрактична. У фебруару 2012, часопис Proceedings of the National Academy of Sciences известио је да су научници узгајали биљке из плода Silene stenophylla старог 30.000 година, који је био ускладиштен у јазбинама веверица близу обала реке Колима и сачуван у пермафросту.

## Грађевине
Хидроелектрана Колима је хидроелектрана у Синегорју, низводно од Колимског резервоара у горњем делу реке. Ово постројење 1980-их покренула Колима Гестрој, а електрана и град Синегорје су изграђени под надзором главног инжењера Олега Когадовског. Град је обухватао олимпијски базен, подземни полигон за гађање пушком и многе погодности које нису постојале у већини других малих руских градова. Когадовски је рекао да град мора да буде изузетан, да би привукао и запослио добре таленте на тако удаљеном месту. Хидроелектрана обезбеђује већину електричне енергије региона укључујући Магадан. Она је земљана брана висока око 150 ft (46 m). Цеви за циркулацију ваздуха преносе хладан зимски ваздух у језгро бране где смрзнута земља стабилизује структуру. Колима Гас је изјавио да је то највећа брана икада изграђена у региону пермафроста. Године 1992, у Уст-Среднекану је била у изградњи нова хидроелектрана, Уст-Среднеканска хидроелектрана. Шуме ариша искрчене за акумулацију посечене су зими када су дебла била смрзнута и лако се секу. Дрво је продато за целулозу.